# گمینا اولشتن
گمینا اولشتن (به لهستانی:  Gmina Olsztyn) یک گمینا در لهستان است که در شهرستان چنستوخووا واقع شده‌است. گمینا اولشتن ۱۰۸٫۸۲ کیلومتر مربع مساحت و ۶٬۷۸۰ نفر جمعیت دارد.